# Пневмония
Пневмонията е възпаление на белите дробове. Заболяването засяга поотделно, но по-често едновременно, извършващите газообмена между вдишания въздух и кръвта алвеоли и заобикалящата ги белодробна тъкан, наречена интерстициум, при което се нарушава нормалният процес на дишане. Пневмонията може да бъде предизвикана от различни причини, като инфектиране с бактерии, вируси, гъби или паразити, от химическо или физическо нараняване на дробовете, някои лекарства и други състояния, като например автоимунни заболявания..
Типични симптоми, свързвани с пневмонията, са кашлица, болка в гърдите, треска и задух. За нейното диагностициране се използват рентгенови снимки и изследване на храчките. Лечението зависи от причинителя на заболяването, като най-разпространените бактериални пневмонии се лекуват с антибиотици.
Пневмонията е често срещана болест, разпространена сред всички възрастови групи, и е нерядка причина за смърт при млади, стари и хронично болни. Всяка година приблизително 450 милиона души се разболяват от пневмония, което представлява седем процента от общото население, като резултатът от това са около 4 милиона смъртни случая. Макар и пневмонията да се счита за „капитан на армията на смъртта“ от Уилям Ослър през 19 век,, усъвършенстването на антибиотичните терапии и ваксините през 20 век бележи подобрения в броя на преживели болестта.Въпреки това в развиващите се страни и сред хората в напреднала възраст, най-младите и хронично болните, пневмонията си остава водеща причина за смъртност.

## Признаци и симптоми
| Symptoms frequency | Symptoms frequency |
| Честота на         | симптома           |
| ------------------ | ------------------ |
| Кашлица            | 79 – 91%           |
| Умора              | 90%                |
| Температура        | 71 – 75%           |
| Недостиг на въздух | 67 – 75%           |
| Храчки             | 60 – 65%           |
| Болки в гърдите    | 39 – 49%           |

Хората, страдащи от заразна пневмония, често се оплакват от влажна кашлица, температура, придружена от втрисане, недостиг на въздух, остра или пронизваща болка в гърдите при дълбоко поемане на въздух и повишена дихателна честота. При хората в напреднала възраст помраченото съзнание може да бъде един от най-явните признаци. Типичните признаци и симптоми при деца под пет години са температура, кашлица и ускорено или затруднено дишане.
Високата температура не е твърде характерен симптом, тъй като се наблюдава при доста други често срещани болести и може да отсъства при сериозно болните или страдащите от недохранване. Освен това кашлицата често отсъства при деца на възраст под 2 месеца. По-сериозните признаци и симптоми могат да включват: синкаво оцветяване на кожата, намалена жажда, конвулсии, упорито повръщане, екстремни стойности на температурата или намалено ниво на съзнание.
Бактериалната и вирусната пневмония обикновено показват подобни симптоми. Някои причини са свързани с класически, но неспецифични клинични характеристики. Пневмонията, причинена от Легионела може да се прояви с болки в корема, диария или помрачено съзнание, докато пневмонията, причинена от Стрептококус пневмоние е свързана с ръждиви на цвят храчки, а пневмонията, причинена от Клебсиела може да се изрази в кървави храчки, често описвани като „боровинково желе“. Кървавите храчки (известни като хемоптиза) също могат да се проявят при туберкулоза, грам-отрицателна пневмония и абсцеси на белите дробове, както и по-често при остър бронхит. Микоплазмена пневмония може да се прояви във връзка с подуване на лимфните възли на шията, болка в ставите или възпаление на средното ухо. Вирусната пневмония се проявява по-често с хрипове, отколкото бактериалната пневмония.

## Причина
Пневмонията се дължи предимно на инфекции, причинени от бактерии или вируси и по-рядко от гъбички и паразити. Въпреки че са идентифицирани над 100 щама на заразни агенти, само няколко от тях са причина за повечето случаи на заболяването. Смесени инфекции от вируси и бактерии едновременно могат да се проявят при до 45% от инфекциите при децата и 15% от инфекциите при възрастните. При приблизително половината случаи на заболяване причинителят не може да бъде изолиран, въпреки внимателното тестване.
Терминът пневмония понякога се прилага по-широко към всяко състояние, водещо до възпаление на белите дробове (причинено например от автоимунни заболявания, химически изгаряния или реакции от лекарства); по-точно е обаче такова възпаление да се нарече пневмонит. В миналото заразните агенти са се разделяли на „типични“ и „атипични“ въз основа на предполагаемите им прояви, но доказателствата не подкрепят такова разграничение и поради тази причина вече не се набляга на това.
Условията и рисковите фактори, които предразполагат към пневмония, включват: тютюнопушене, имунна недостатъчност, алкохолизъм, хронична обструктивна белодробна болест, хронична бъбречна недостатъчност и чернодробно заболяване. Употребата на киселинно потискащи лекарства, като инхибитори на протонната помпа или H2 блокери е свързана с увеличен риск от пневмония. Напредналата възраст също предразполага към пневмония.
Не трябва да се бърка пневмонията с бронхит. Това са две различни здравословни състояния. Докато при пневмонията се засягат алвеолите на белите дробове, при бронхита се възпаляват бронхите. Общото на двете заболявания е, че се причиняват от инфекция. Ако не се лекува бронхитът, може да доведе до развитие на пневмония. Симптомите на двете състояния са почти идентични. При по-тежките случаи на пневмония, за да се диагностицира се прилагат пулсова оксиметрия, пълна кръвна картина и радиография на гърдите.

### Бактерии
Бактериите са най-честата причина за придобита в обществото пневмония (ПОП), като Стрептококус пневмоние е изолирана в приблизително 50% от случаите. Други често изолирани бактерии включват: Хемофилус инфлуенце в 20%, Хламидофила пневмония в 13% и Микоплазма пневмония в 3% от случаите; Стафилококус ауреус; Мораксела катаралис; Легионела пневмофила и грам-отрицателни бацили. Все по-често се срещат резистентни на лекарства варианти на горните инфекции, включително резистентната на лекарства Стрептококус пневмоние (DRSP) и метицилин резистентен Стафилококус ауреус (MRSA).
Разпространението на организмите се улеснява при наличие на рискови фактори. Алкохолизмът се свързва със Стрептококус пневмоние, анаеробните организми и с Микобактериум туберкулозис. Тютюнопушенето улеснява влиянието наСтрептококус пневмоние, Хемофилус инфлуенце, Мораксела катаралис и Легионела пневмофила. Експозицията на птици се свързва с Хламидия пситаци, на домашни животни с Коксиела бурнети, вдишването на стомашно съдържание с анаеробни организми и кистозна фиброза с Псевдомонас аеругиноза и Стафилококус ауреус. Стрептококус пневмоние се среща най-често през зимата и се счита, че е налична при хора, които вдишват голямо количество анаеробни организми.

### Вируси
При възрастните, вирусите причиняват приблизително една трета, а при децата около 15% от случаите на пневмония. Най-честите причинители включват: риновируси, коронавируси, инфлуенца вирус, респираторен синцитиален вирус (RSV), аденовирус и параинфлуенца. Херпес симплекс вирус рядко причинява пневмония, освен сред следните групи: новородени, раково болни, реципиенти на трансплантация и хора със значителни изгаряния. Хората с трансплантация на орган или такива, които по друга причина са с нарушен имунитет, показват висок процент случаи на пневмония от цитомегаловирус. Страдащите от вирусни инфекции могат да получат вторично заразяване с бактерията Стрептококус пневмоние, Стафилококус ауреус или Хемофилус инфлуенце, особено при наличие и на други здравословни проблеми. През различните периоди от годината преобладават различни вируси, например през грипния сезон инфлуенца причинява над половината от случаите на вирусни заболявания. От време на време настъпват и епидемии от други вируси, включително хантавируси и коронавирус.

### Гъбички
Гъбичната пневмония е рядко срещана, но се наблюдава най-вече при хора с отслабена имунна система поради СПИН, имунопотискащи лекарства или други медицински проблеми. Тя най-често е причинена от Хистоплазма капсулатум, бластомикози, Криптококус неоформанс, Пневмоцистис цировеци и Кокцидиодиди имитис. Хистоплазмозата се среща най-често в Речния басейн на Мисисипи, а кокцидиоидомикоза се среща най-често в Югозападните щати на САЩ. Броят на случаите се увеличава през втората половина на 20 век, поради увеличените пътувания и потискане на имунитета сред населението.

### Паразити
Белите дробове могат да бъдат засегнати от различни паразити, включително: Токсоплазма гондии, Стронгилоидес стеркоралис, Аскарис люмбрикоидес и Плазмодиум маларие. Тези организми обикновено навлизат в тялото чрез директен контакт с кожата, поглъщане или чрез насекоми, пренасящи зарази.С изключение на Парагонимус вестермани, повечето паразити не засягат точно белите дробове, а засягат белите дробове второстепенно чрез други области. Някои паразити, по-специално тези, които спадат към рода на Аскарис и Стронгилоиди, стимулират силна еозинофилна реакция, която може да доведе до еозинофилна пневмония. При други инфекции, като маларията, засягането на белите дробове се дължи предимно на системно възпаление, причинено от цитокин. В развитите страни тези инфекции се срещат най-често при хора, които се завръщат от пътуване, или сред имигрантите. В световен мащаб тези инфекции се срещат най-често при хора с имунна недостатъчност.

### Идиопатична пневмония
Идиопатичните интерстициални пневмонии или незаразните пневмонии представляват клас от дифузни белодробни болести. Те включват: дифузно алвеоларно увреждане, организираща пневмония, неспецифична интерстициална пневмония, лимфоцитна интерстициална пневмония, десквамативна интерстициална пневмония, интерстициална белодробна болест, свързана с респираторен бронхиолит и обикновена интерстициална пневмония.

## Патофизиология
Пневмонията често започва като инфекция на горните дихателни пътища, която се придвижва към долните дихателни пътища.

### Вирусни
Вирусите могат да достигнат до белия дроб по много различни пътища. Респираторният синцитиален вирус обикновено се прихваща, когато хората пипат заразени предмети и след това пипат очите или носа си.Други вирусни инфекции настъпват, когато през устата или носа се вдишат носени по въздуха заразени капки.Щом навлязат в горните дихателни пътища, вирусите могат да си проправят път в белите дробове, където нахлуват в клетките, които покриват дихателните пътища, алвеолите или белодробния паренхим. Някои вируси, като морбили и херпес симплекс, могат да достигнат белите дробове чрез кръвта. Инвазията на белите дробове може да доведе до различни степени на клетъчна смърт. Когато имунната система реагира на инфекцията, може да се получи дори още по-голямо увреждане на белите дробове. Белите кръвни клетки, предимно едноядрените клетки, предизвикват възпалението.  Освен че увреждат белите дробове, много вируси едновременно с това засягат други органи и по този начин нарушават други функции на тялото. Вирусите също така правят тялото по-податливо на бактериални инфекции. По такъв начин може да възникне бактериална пневмония като коморбидно състояние.

### Бактериални
Повечето бактерии навлизат в белите дробове чрез малки вдишвания на организми, които живеят в гърлото или носа. Половината от нормалните хора правят такива малки вдишвания по време на сън. Докато гърлото винаги съдържа бактерии, потенциално заразни бактерии живеят там само в определени моменти и при определени условия. Малко видове бактерии, като например Микобактериум туберкулозис и Легионела пневмофила достигат белите дробове чрез заразени капки, носени от въздуха. Бактериите могат да се разпространят също и чрез кръвта. Щом достигнат белите дробове, бактериите могат да нахлуят в пространствата между клетките и между алвеолите, където магрофагите и неутрофилите (защитни бели кръвни клетки) се опитват да ги дезактивират. Неутрофилите също така освобождават цитокини, което предизвиква общо активиране на имунната система. Това води до висока температура, втрисане и умора, които са обичайни при бактериалната пневмония. Неутрофилите, бактериите и течностите от заобикалящите кръвоносни съдове изпълват алвеолите, а това води до консолидация, както се вижда на рентгеновата снимка.

## Диагноза
Пневмонията обикновено се диагностицира въз основа на комбинация от физически признаци и рентгенова снимка. Може обаче да е трудно да се потвърди основната причина, тъй като няма категорични изследвания, които да направят разлика между бактериалния и небактериалния произход. Световната здравна организация е дефинирала пневмонията при деца, като клинично основана или на кашлица, или на затруднение при дишането, или учестено дишане, вдишване с гърдите, или понижено ниво на съзнанието. Учестеното дишане се дефинира като дихателен процес с над 60 вдишвания в минута при деца под 2 месеца, 50 вдишвания в минута при деца между 2 месеца и 1 година или над 40 вдишвания в минута при деца между 1 и 5 години. При децата учестеното дишане и долното гръдно дишане се долавят по-лесно по отношение на чувствителност, отколкото могат да се чуят влажните хрипове със стетоскоп.
При възрастните обикновено не са необходими изследвания при леките случаи: има много малък риск от пневмония, ако всички жизнени показатели и аускултацията са нормални. При хората, които се нуждаят от хоспитализация, се препоръчват пулсова оксиметрия, радиография на гърдите и кръвно изследване – включително пълна кръвна картина, серумни електролити, ниво на С-реактивния протеин и евентуално изследвания на чернодробната функция. Диагноза за грипоподобно заболяване може да бъде поставена въз основа на признаците и симптомите. За потвърждаване на грипна инфекция обаче се налага да се направят изследвания. По този начин лечението често се основава на наличието на грип в общността или на бърз диагностичен тест за грип.

### Физически преглед
Физическият преглед понякога може да установи ниско кръвно налягане, ускорен сърдечен пулс или ниско насищане с кислород. Скоростта на дишане може да е по-бърза от обичайното и това може да се прояви един-два дни преди другите признаци. Прегледът на гърдите може да бъде нормален, но може да покаже и понижена експанзия в гръдния кош откъм засегнатата страна. Хриптящите звуци при дишането от големите дихателни пътища, които се пренасят през възпаления бял дроб се наричат бронхиално дишане и се чуват при аускултация със стетоскоп. Влажните хрипове (хриповете) могат да се чуят над засегнатата област по време на инспирация. Перкусията може да е притъпена над засегнатия бял дроб и по-скоро с повишения, отколкото понижения вокален резонанс се различава пневмонията от плевралния излив.

### Образна диагностика
Радиографията на гръдния кош често се използва за поставянето на диагноза. При хора с лека форма на заболяване образната диагностика е необходима само при тези с потенциални усложнения, тези, при които няма подобрение от лечението и тези, при които не е точно определена причината. Ако лицето е достатъчно зле, за да е нужна хоспитализация, се препоръчва да се направи радиография на гръдния кош. Резултатите невинаги отговарят на тежестта на заболяването и не правят надеждна разлика между бактериална инфекция и вирусна инфекция.
Рентгеновите изображения на пневмония може да бъдат класифицирани като лобарна пневмония, бронхопневмония (позната също като лобуларна пневмония) и интерстициална пневмония. Бактериалната, придобитата в общността пневмония, класически показва белодробна консолидация на един сегментен лоб на белия дроб, което е познато като лобарна пневмония.Резултатите обаче може да варират и при други видове пневмония да са често срещани други модели. Аспирационната пневмония може да се прояви с двустранни затъмнения главно в основите на белите дробове и в дясната страна. Радиографиите на вирусната пневмония може да изглеждат нормални, с хиперинфлация, да имат двустранни нееднакви участъци или да са подобни на бактериалната пневмония с лобарна консолидация. Радиологичните резултати може да не присъстват в ранните стадии на заболяването, особено при наличие на дехидратация или може да се окаже трудно да бъдат интерпретирани при хора с пълнота или с епикриза на белодробно заболяване. КТ сканиране може да даде допълнителна информация при неустановените случаи.

### Микробиология
При пациенти, които се лекуват комунално, определянето на причиняващия агент не е изгодно и обикновено не променя лечението. При хора, които не реагират на лечение, трябва да се помисли за взимане на проба от слюнката и проба за Микобактериум туберкулозис при хора с хронична продуктивна кашлица. Пробите за други специфични организми се препоръчват по време на епидемии с оглед на общественото здраве. За тези, които са хоспитализирани за остра форма на заболяването, се препоръчват изследване на слюнка и кръвни култури, както и изследване на урината за антигени на Легионела и Стрептокок. Вирусните инфекции може да се потвърдят чрез откриване на вирус или неговите антигени с проба или полимеразна верижна реакция(PCR), освен другите техники. Причиняващият агент се определя само в 15% от случаите чрез рутинни микробиологични изследвания.

### Класификация
Пневмонитът се отнася до белодробното възпаление. Пневмонията се отнася до пневмонит, обкновено причинен от инфекция, но понякога е неинфекциозен и има допълнителната характеристика пулмонарна консолидация.Пневмонията най-често се класифицира според това къде или как е придобита: придобита в общността, аспирация, асоциирана с оказването на медицинска помощ, придобита в болница и вентилатор-асоциирана пневмония. Може също да бъде класифицирана според областта на белия дроб, която е засегната: лобарна пневмония, бронхиална пневмония и остра интерстициална пневмония или според причиняващия организъм. Пневмонията при децата може допълнително да се класифицира въз основа на признаците и симптомите като неостра, остра или много остра.

### Диференциална диагноза
Има няколко болести, които може да проявят подобни признаци и симптоми като пневмонията, като например: хронична обструктивна белодробна болест (ХОББ), астма, белодробен едем, бронхиектазна болест, белодробен карцином и белодробна емболия. За разлика от пневмонията, астмата и ХОББ обикновено се проявяват с хриптене, белодробният едем се проявява с ненормални показания на електрокардиограмата, белодробният карцином и бронхиектазната болест се проявяват с по-дълготрайна кашлица, белодробната емболия се проявява с остра болка в гърдите и недостиг на въздух.

## Превенция
Превенцията включва ваксинация, мерки за околната среда и подходящо лечение на други здравословни проблеми. Смята се, че ако се въведат подходящи превантивни мерки глобално, смъртността сред децата може да се понижи с 400 000 и ако има достъп до подходящо лечение в целия свят, смъртността в детството може да се намали с още 600 000.

### Ваксинация
Ваксинацията предотвратява определени бактериални и вирусни пневмонии и при децата, и при възрастните. Грипните ваксини са умерено ефективни срещу грип А и B.Центърът за контрол и превенция на заболяванията (CDC) препоръчва ежегодна ваксинация за всеки човек на 6 месеца и по-възрастни. Имунизирането на здравните работници намалява риска от вирусна пневмония сред техните пациенти. Когато избухнат грипни епидемии, лекарствата като Амантадин или Римантадин може да помогнат да се предотврати това състояние. Не е известно дали Занамивир или Оселтамивир са ефективни поради факта, че компанията, която произвежда Оселтамивир отказа да разкрие данните от изпитването за независим анализ.
Има добри доказателства в подкрепа на използването на ваксините срещу хемофилус инфлуенца и стрептококус пневмоние. Ваксинирането на децата срещу „Стрептококус пневмоние е довело до намаляване на честотата на тези инфекции при възрастни, тъй като много възрастни се заразяват от децата. За възрастни съществува ваксина стрептококус пневмоние и е установено, че тя намалява опасността от инвазивно пневмококово заболяване. Други ваксини, за които е потвърден защитният ефект против пневмония включват: коклюш, варицела и морбили.

### Други
Препоръчителни са спиране на тютюнопушенето и намаляването на замърсяването на въздуха на закрито, както и на това от готвенето с печка на дърва или тор. Пушенето се оказва единственият най-мощен рисков фактор за пневмококова пневмония при иначе здрави възрастни. Хигиената на ръцете и кашлянето, прикривайки лицето с ръкав, също могат да са ефективни превантивни мерки. Носенето на хирургически маски от страна на болните също може да предотврати заболяване.
Правилното лечение на основни заболявания (като HIV/СПИН, захарен диабет и недохранване) може да намали риска от пневмония. При децата на възраст по-малко от 6 месеца изключителното кърмене намалява и риска, и тежестта на заболяването. При болните от HIV/СПИН и брой на CD4 под 200 клетки/uL антибиотикът триметоприм/сулфаметоксазол намалява риска от пневмоцистна пневмония и също може да е полезен за превенция при хора със слаба имунна система, но без HIV.
Тестването на бременните жени за стрептококи от група B и хламиди трахоматис и назначаването на антибиотично лечение, ако е необходимо, намалява нивата на пневмония сред новородените. Ефективни могат да са и мерките за предотвратяване на предаването на HIV от майката на детето.Няма данни за ползата от изсмукването на амниотична течност, съдържаща мекониум през устата и гърлото на новородените за намаляване на нивата на аспирационна пневмония и то дори може потенциално да навреди, затова тази практика не се препоръчва в болшинството от ситуациите. При възрастни хора с крехко здраве, добрите грижи за здравето на устната кухина могат да намалят риска от аспирационна пневмония.

## Мерки за противодействие
| ОУДК-65                            | ОУДК-65 |
| Симптом                            | Точки   |
| ---------------------------------- | ------- |
| Объркване                          | 1       |
| Урея>7 mmol/l                      | 1       |
| Дихателна честота>30               | 1       |
| Кръвно налягане<90mmHg, DBP<60mmHg | 1       |
| Възраст>=65                        | 1       |

Обикновено орално приложение на антибиотици, покой, обикновени аналгетици и течности са достатъчни мерки за излекуване. Все пак хора, които имат и други заболявания, по-възрастните или тези, които имат значителни затруднения в дишането, може да имат нужда от по-сериозни грижи. Ако симптомите се влошат, пневмонията не се подобри с домашно лечение или се появят усложнения, може да се наложи хоспитализиране. Приблизително 7 – 13% от случаите при деца по целия свят завършват с хоспитализиране, докато в развитите страни в болница се приемат между 22 и 42% от възрастните с придобита в обществото пневмония. Точките от скалата ОУДК-65 са от полза при определяне на необходимостта от приемане на възрастните в болнично заведение. Ако резултатът е 0 или 1, хората обикновено могат да се лекуват в къщи, ако е 2 е необходимо постъпване за кратко в болница с последващо проследяване на болестта, ако е 3 – 5 се препоръчва хоспитализация. При децата тези, които имат дихателна недостатъчност или кислородно насищане по-малко от 90%, трябва да бъдат хоспитализирани. Все още не е определена ползата от физиотерапия на гръдния кош при пневмония. Неинвазивна вентилация може да е от полза за тези, които са постъпили в интензивно отделение.Не е установена полза от продаваните без рецепта медикаменти против кашлица, нито от употребата на цинк при децата.Доказателствата в полза на муколитиците са недостатъчни.

### Бактериална
Антибиотиците подобряват изхода на заболяването при болните от бактериална пневмония. Изборът на антибиотик зависи основно от характеристиките на засегнатото лице, като възраст, общо здравословно състояние и мястото, на което е придобита инфекцията. В Обединеното кралство се препоръчва емпирично лечение с амоксицилин като пръв избор при придобита в обществото пневмония, с доксициклин или кларитромицин като алтернативи. В Северна Америка, където са по-чести „атипичните“ форми на придобита в обществото пневмония, макролидите (като азитромицинът или еритромицинът) и доксициклинът са заместили амоксицилина като първа линия на амбулаторно лечение при възрастните. При децата с по-леки или умерени симптоми на първа линия остава амоксицилинът. Използването на флуороквинолоните в неусложнени случаи не се препоръчва, поради опасения за странични ефекти, предизвикване на фоточувствителност, които надхвърлят клиничната полза.Продължителността на лечението традиционно е между седем и десет дни, има все повече доказателства за това, че по-кратки курсове (три до пет дни) имат същата ефективност. Препоръките при придобита в болница пневмония включват медикаменти от трето и четвърто поколение цефалоспорини, карбапенеми, флуороквинолони, аминогликозиди и ванкомицин. Тези антибиотици често се прилагат интравенозно и се използват в комбинации. От хората, лекувани в болница, повече от 90% се подобряват с основните антибиотици.

### Вирусна
За лечение на вирусна пневмония, предизвикана от вирусите на (инфлуенца A и инфлуенца B) могат да се използват инхибитори на невраминидазата. Неспецифични антивирусни медикаменти се препоръчват за другите типове придобита в обществото пневмония, включително вирусите ТОРС коронавирус, аденовирус, хантавирус и параинфлуенца. Инфлуенца тип A може да се лекува с римантадин или амантадин, докато инфлуенца тип А или Б може да се лекува с оселтамивир, занамивир или перамивир. Те оказват най-добро въздействие, ако приемът им започне в рамките на 48 часа от проявяването на симптомите. Много щамове на H5N1 инфлуенца A, известна също и като инфлуенца по птиците или „птичи грип“, показват резистентност спрямо римантадин и амантадин. Употребата на антибиотици при вирусна пневмония се препоръчва от някои експерти, тъй като не е изключено възникването на усложняваща бактериална инфекция. Британското торакално общество препоръчва въздържане от употреба на антибиотици при пациенти с умерено заболяване.  Употребата на кортикостероиди е противоречива.

### Аспирационна
По правило аспирационната пневмония се лекува консервативно с антибиотици, показани само за аспирационна пневмония. Изборът на антибиотик зависи от няколко фактора, включително от организма-причинител и дали пневмонията е придобита в обществото или в болнична обстановка. Общите възможности включват клиндамицин, комбинация от бета-лактамен антибиотик и метронидазол или аминогликозид.
Кортикостероидите понякога се използват при аспирационна пневмония, но няма достатъчно доказателства, подкрепящи тяхната ефективност.

## Прогноза
При лечение повечето типове бактериална пневмония се стабилизират в рамките на 3 6 дни. Често са необходими няколко седмици, преди симптомите да отшумят. Обикновено рентгеновите находки се избистрят в рамките на четири седмици и смъртността е ниска (по-малко от 1%). При по-възрастни болни или хора с други белодробни проблеми възстановяването може да отнеме повече от 12 седмици. При хора, които се нуждаят от хоспитализация смъртността може да е до 10%, а при нуждаещите се от интензивно лечение може да достигне 30 – 50%. Пневмонията е най-разпространената придобита в болница инфекция, завършваща със смърт. Преди появата на антибиотиците смъртността сред хоспитализираните обикновено е била 30%.
Усложнения могат да се появят конкретно при по-възрастни и хора с основни здравословни проблеми. Освен всичко друго това може да включва: емпием, белодробен абсцес, облитериращ бронхиолит, синдром на остра дихателна недостатъчност, сепсис и влошаващи се основни здравословни проблеми.

### Правила за клинично прогнозиране
Правилата за клинично прогнозиране са разработени, за да се прогнозира по-обективно изходът от пневмонията. Тези правила често се използват за вземане на решение за хоспитализация на пациента.
- Индекс на сериозността на пневмонията (или PSI Score)[20]
- ОУДК-65 (CURB-65) точки, които включват тежестта на симптомите, основните заболявания и възрастта[76]

### Плеврален излив, емпием и абсцес
При пневмонията събиране на течност може да запълни пространството, заобикалящо белия дроб. Понякога микроорганизми инфектират тази течност и емпиема. За да се разграничи емпиемът от по-често срещания парапневмоничен излив, може да се вземе с игла проба от течността (торакоцентеза) и да се изследва. Ако се открият доказателства за емпиема е необходим пълен дренаж на течността, който често налага дренажен катетър. При тежки случаи на емпиема може да се наложи хирургична намеса. Ако инфектираната течност не се дренира, инфекцията може да е упорита, тъй като антибиотиците не могат да проникнат добре в плевралната кухина. Ако течността е стерилна, тя трябва да се дренира само ако не е разрешен предизвикващият я проблем.
По-рядко бактериите в белия дроб оформят джоб, пълен с инфектирана течност, наречен белодробен абсцес. Белодробните абсцеси могат обикновено да се видят с рентген на белите дробове, но често се налага да се направи изследване с компютърна томография, за да се потвърди диагнозата.Обикновено абсцесите се появяват при аспираторната пневмония и често съдържат няколко типа бактерии. Дългосрочната употреба на антибиотици обикновено е адекватна за лекуване на белодробен абсцес, но понякога абсцесът трябва да се дренира от хирург или радиолог.

### Дихателна и съдова недостатъчност
Пневмонията може да доведе до дихателна недостатъчност чрез предизвикване на синдром на остра дихателна недостатъчност (СОДН), който е резултат от комбинацията на инфекция и възпалителен отговор. Белите дробове бързо се напълват с течност и стават нееластични. Тази нееластичност, в комбинация със сериозните затруднения при извличането на кислород поради алвеоларната течност, може да изисква дълги периоди механично обдишване за оцеляване.
Сепсисът е потенциално усложнение на пневмонията, но обикновено се появява само при хора със слаба имунна система или хипоспленизъм. Организмите най-често включват Стрептококус пневмоние, Хемофилус инфлуенце и Клебсиела пневмоние. Може да са налице и други причини или симптоми като миокарден инфаркт или белодробна емболия.

## Епидемиология
Пневмонията е често срещано заболяване, засягащо средно 450 милиона души годишно и срещащо се във всички части на планетата.Тя е основна причина за смъртност сред всички възрастови групи, завършваща със смърт в 4 милиона случая (7% от общата смъртност на планетата) годишно. Най-висока е смъртността при деца под пет години и възрастни над 75 години. Среща се около пет пъти по-често в развиващите се страни, отколкото в развитите страни. При около 200 милиона от случаите се касае за вирусна пневмония. В Съединените щати към 2009 г. пневмонията е на 8-о място като причина за смъртност.

### Деца
През 2008 г. пневмония е открита при приблизително 156 милиона деца (151 милиона в развиващите се страни и 5 милиона в развития свят). В 1,6 милиона случая е завършила със смърт, или 28 – 34% от всички смъртни случаи при деца под пет години, 95% от които са в развиващите се страни.Страните с най-голямо разпространение на заболяването са: Индия (43 милиона), Китай (21 милиона) и Пакистан (10 милиона). Тя е водещата причина за детска смъртност сред децата в държавите с нисък доход. Много от тези смъртни случаи настъпват през периода непосредствено след раждането. Световната здравна организация преценява, че всеки трети смъртен случай на новородено е вследствие на пневмония. Приблизително половината от тези смъртни случаи теоретично могат да бъдат предотвратени, тъй като са предизвикани от бактерии, за които има налична ефикасна ваксина.

## История
Пневмонията е била често срещано заболяване в историята на човечеството. Симптомите са описани от Хипократ (прибл. 460 пр.н.е. – 370 пр.н.е.):„Перипневмонията и плевритните увреждания се забелязват по следните признаци: Ако температурата е висока и има болки от едната страна или от двете и ако има хрема и кашлица и отделяните храчки са с жълтеникав или синкав цвят или са прозрачни, пенести или оцветени, или ако имат какъвто и да е вид, различен от обичайния... Когато пневмонията е в разгара си, случаят е нелечим, ако човекът не се прочисти и е лошо, ако има диспнея, урината на болния е рядка и парлива и той се поти около врата и главата, тъй като такова изпотяване е лошо, понеже се предизвиква от задушаването, хриповете и силата на болестта, която го надвива.“ Хипократ обаче нарича пневмонията заболяване „именувано от древните.“ Той докладва и резултатите от хирургически дренаж на емпиеми. Маймонидес (1135 – 1204 пр.н.е.) наблюдава: "Основните симптоми, появяващи се при пневмония и които никога не липсват, са следните: внезапна температура, остра плеврална болка отстрани, къси и бързи вдишвания, учестен пулс и кашлица." Това клинично описание е твърде подобно на тези, които се срещат в съвременните учебници и отразява разширяването на медицинските познания през Средновековието до ХIX век.
Едвин Клебс е бил първият, който е наблюдавал бактериите в дихателните пътища на хора, починали от пневмония през 1875 г. Основовната работа по идентифицирането на двата най-срещани бактериални причинителя Стерптококус пневмоние и Клебсела пневмоние, е извършена от Карл Фрийдландер и Алберт Франкел, съответно през 1882 и 1884 г. Основният труд на Франкел е грам-оцветяването, основен лабораторен тест, който все още се използва в днешно време за разпознаване и категоризиране на бактериите. Трудът на Кристиян Грам, който описал процедурата през 1884 г., е помогнал да се диференцират двете бактерии и показал, че пневмонията може да се предизвика от повече от един микроорганизъм.
Сър Уилиям Ослър, известен като „бащата на съвременната медицина“, отчита смъртността и недъзите, причинявани от пневмонията, като я нарича „капитан на армията на смъртта“ през 1918 г., тъй като тя е надминала туберкулозата като една от водещите причини за смъртност по онова време. Тази фраза първоначално е била използвана от Джон Бъниън във връзка с „охтиката“ (туберкулозата). Ослър също така описва пневмонията като „приятел на старците“, тъй като смъртта често е бърза и безболезнена, докато има толкова много по-бавни и мъчителни начини човек да умре.
Няколко разработки през 1900-те подобряват последствията за хората с пневмония. С появата на пеницилина и други антибиотици, съвременните хирургически техники и интензивните грижи през ХХ век, смъртността от пневмония, която по-рано е била близо 30%, рязко намалява в развитите страни. Ваксинирането на новородените срещу Хемофилус инфлуенце тип B започва през 1988 г. и води до драматично спадане на броя на случаите скоро след това. Ваксинацията против Стрептококус пневмоние при възрастните започва през 1977, а при децата – през 2000 г., и води до подобен спад.

## Общество и култура
Поради високия риск от заболеваемост в развиващите се страни и сравнително ниската информираност относно заболяването в развитите страни, глобалната здравна общност обявява 12 ноември за световен ден за борба с пневмонията, ден, в който загрижени граждани и политици да предприемат действия срещу заболяването. По изчисления глобалните икономически разходи за придобита в обществото пневмония възлизат на 17 милиарда щатски долара.

## Класификация
В зависимост от размерите на засегнатия от инфекцията участък, пневмонията бива:
- лобарна – засегнат е цял лоб,
- сегментна – засегнат е един или няколко сегмента от лоба,
- лобуларна – засегнати са отделни лобули.

Възпалението може да се причини от различни вдишвани химични и физични агенти в газообразно състояние (например токсични и дразнещи газове), от радиация, от попаднали чужди тела в бронхите. Най-честата причина за поява на пневмонията обаче е биологична и на този признак се различават:
- вирусна пневмония – причинена от вируси,
- бактериална пневмония – от бактерии,
- алергична пневмония – вследствие алергия.

В някои случаи пневмонията става хронична.

### Вирусна пневмония
Вирусните пневмонии се причиняват от проникване на вируси в дихателните пътища, което става по въздушно-капков път. Вирусната пнемвония често започва като грип и е най-тежкото усложнение на зимните вирусни инфекции. Развива се бързо и протича с висока телесна температура, задух, кашлица със секрет. Вирусните пневмонии се лекуват с витамини, бронхолитици, отхрачващи средства, кислород.
В хода на болестта е възможно да се развие миокардит, ако възпалението да засегне и сърцето, и тогава настъпва сърдечно-съдова недостатъчност.
Често биват засегнати половите органи и се появява сериозен риск от загуба на фертилност. Болестта повишава температурата в областта на половите органи и това води до нарушаване баланса на функционирането им.

### Бактериална пневмония
Бактериалната пневмония се дължи на попаднали в белите дробове болестотворни бактерии, най-често пневмококи, стрептококи, стафилококи, клебсиела и други. Бактериална пневмония възниква при вдишване на секрет от носоглътката, съдържащ бактерии, които бързо причиняват възпаление в дробовете.
Болестта започва с втрисане и покачване на телесната температура, със затруднено дишане, болки в гръдния кош, и кашлица, която в началото е суха, а след няколко дни започва да се отделя секрет. Лечението е с антибиотици, химиотерапевтици и противогъбични медикаменти, болкоуспокояващи, спазмолитици и отхрачващи средства. При по-леки случаи и навреме започнало лечение възстановяването отнема до месец, а по-тежко протичат пневмониите, причинени от стафилококи или гъбички или тези, при които лечението не е започнало своевременно.

### Алергична пневмония
Алергичната пневмония се развива вследствие от алергично белодробно заболяване и се причинява от екзоалергени и ендоалергени. Протича на пристъпи, като пациентите се оплакват от задух, кашлица с храчки, покачване на телесната температура. При по-тежко протичане общото състояние се влошава и могат да се развият усложнения като миокардит, сърдечно-съдова и дихателна недостатъчност. Лечението се провежда в болнично заведение с приложение на противоалергични медикаменти, кортикостероиди, кислород, антибиотици и сулфонамиди, витамини.

### Хронична пневмония
Хроничната пневмония е резултат от хроничен възпалителен процес на белите дробове, който периодично се изостря. Най-често причината е просъществувала повече от три месеца остра пневмония. При хроничната пневмония в белите дробове постепенно се развива фиброзна (съединителна) тъкан (фиброза), която нарушава функцията на белите дробове. Болестта се проявява в задух и кашлица, отделяне на обилен жълтеникав слузест секрет. За лечение се прилагат антибиотици, химиотерапевтици, отхрачващи и бронхолитични средства, инхалации, кислород, климатолечение. Възможни усложнения са пневмосклероза, бронхиектазия, абсцеси, дихателна и сърдечна недостатъчност.
Профилактиката срещу хронична пневмония се състои в своевременно ефективно лечение на острите възпалителни заболявания на белите дробове, избягване на вредни фактори като тютюнопушене, простуда, излагане на влажен, запрашен и замърсен въздух.

## Признаци и симптоми
Болните от инфекциозна пневмония често имат кашлица със зеленикави или жълти храчки и силна треска, понякога придружена с втрисане. Често се наблюдава задух, както и болка в гърдите, или изпитвана при дълбоко вдишване и кашляне, или усилвана от тях. Болните могат да отхрачват кръв, да изпитват главоболие или да се потят обилно. Други възможни симптоми са загуба на апетит, умора, цианоза, прилошаване, повръщане, резки промени в настроението и болки в ставите или мускулите. Някои редки форми на пневмония могат да предизвикат и други симптоми. Например, пневмонията, предизвиквана от Legionella, може да доведе до болки в корема и диария, а предизвикваната от туберкулоза или Pneumocystis може да води само до загуба на тегло и нощно изпотяване. При старите хора проявите на пневмония рядко са типични. При тях може да се развие ново или да се влоши съществуващо объркване (делириум) или да се прояви нестабилност, водеща до падания. Децата, болни от пневмония, могат да развият много от изброените симптоми, но в много случаи те са само сънливи или с намален апетит.
Симптомите на пневмония изискват незабавна преценка от лекар. Физически преглед може да покаже наличието на треска, а понякога и на понижена телесна температура, ускорено дишане, ниско кръвно налягане, тахикардия или ниска кислородна сатурация. Хора със затруднения в дишането, делириум или цианоза имат нужда от незабавна помощ.
Състоянието на белите дробове при физически преглед може да изглежда нормално, но често в засегнатата част се проявява намалено разширяване на гърдите, а при преслушване със стетоскоп там се чуват проявени хрипове. Макар тези признаци да имат отношение към пневмонията, те не са достатъчни за надеждното установяване на нейното наличие или отсъствие.

## Причини
Причинители са обикновено гноеродните коки – пневмококи, стафилококи за пневмониите са болестотворни микроорганизми, които при наличие на простуда или някои тежки изтощителни заболявания засягат белите дробове.

## Диагностика
Пневмонията обикновено се диагностицира посредством медицински преглед и рентгенография на белите дробове . Причините за пневмонията, често са трудно доловими, но съществуват тестове за разграничаването на пневмония с бактериален и не-бактериален произход . Световната здравна организация препоръчва при диагностика да се отчетат факторите като кашлица, затрудненост на дихателния процес, учестено дишане или намален обем на гръдния кош . Учестеното дишане при децата се дефинира като дихателен процес с над 60 вдишвания в минута при деца под 2 месеца, 50 вдишвания в минута при деца между два месеца и една година и 40 вдишвания в минута при деца между една и пет години.. При децата учестеното дишане и намаления обем на гръдния кош са много по-чувствителни показатели, отколкото чуването на хрипове при преглед със стетоскоп.
При възрастни хора, медицинският преглед и преслушването на белите дробове, заедно с наличието на други симптоми се използва за диагностика на пневмония. Допълнителни изследвания могат да включват рентгенографски анализ на белите дробове и редица кръвни тестове – пълна кръвна картина, отчитане на нивото на серумните електролити, нивото на C-реактивниа протеин и някои допълнителни изследвания на функцията на черния дроб . Допълнителното индентифициране на причинителя може да включва редица бактериологични тестове.

## Епидемиология
10/1000; 6-о място като причина за смърт; 5% смъртност при млади хора, 40% при коморбидни възрастни.